# Gilabert III de Cruïlles

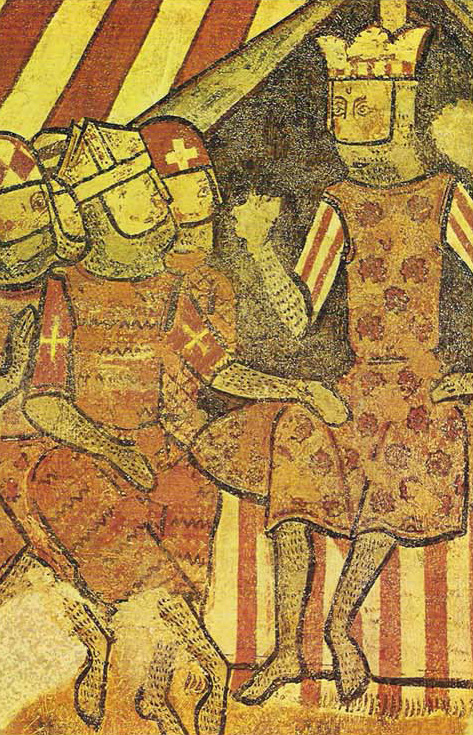
Detall de les pintures murals de la conquesta de Mallorca al Palau Aguilar de Barcelona representant una escena de campanya entre el Rei en Jaume, i Berenguer de Palou. En segon terme s'hi representa Berenguer de Cruïlles i Bernat de Centelles.

Gilabert III de Cruïlles i II de Calonge va ser senyor de Cruïlles i Calonge. Fill de Gastó de Cruïlles (primer senyor de Calonge) i casat amb Beatriu de Bestracà.
Segons les cròniques, en la conquesta de Mallorca va ser un dels primers a desembarcar i es va distingir en els combats per la possessió de l'illa, juntament amb els 30 cavallers (i els seus servidors) que ell va aportar. També va formar part en la presa de València i es va incorporar a la Cort de Jaume I.
Van tenir una filla i dos fills. La filla, Mencia, va ser monja de Sant Daniel de Girona i va morir el 1293. Els fills van ser Jofre o Gaufred, senyor de Calonge que es va casar amb Maria Ferrando, i Gilabert IV el Gran, mort el 1295 o el 1304 i senyor de les baronies de Cruïlles, Calonge i Cinclaus, que es casà amb Guillerma de Peratallada senyora de les baronies de Peratallada i de Begur.